# 나일 상업은행
나일 상업은행 (NCB)은 남수단의 상업은행이다. 이 은행은 남수단 국립 은행 규제 기관인 남수단 은행에 의해 남수단에서 운영 허가를 받은 상업 은행 중 하나이다.
이 은행은 토착 남수단 상업은행이다. 남수단에서 인가된 모든 상업은행 중 가장 많은 수의 지점(20개)을 가지고 있다. 이 은행은 스탠다드 은행 오브 남아프리카의 한 부문인 스탠빅 은행과 제휴하고 있다.

## 역사
이 은행은 2003년 남수단 개인들에 의해 시작되었다. 은행 투자자 수는 1,700명을 넘어섰고 은행 지점망은 20개 이상으로 늘어났다.
2009년 4월, 이 은행은 남수단 정부(GOSS) 관리들에게 제공된 부실 대출의 결과로 현금이 고갈된 것으로 보고되었다. 이 은행은 2009년 부실 대출이 회수되는 동안 일시적으로 문을 닫았다. 2009년 9월, 나일 상업은행은 남수단 정부와 남수단 은행으로부터 1억 2백만 수단 파운드(약 4천4백만 달러)의 자본을 주입받았다.

## 지점망
2011년 11월년 기준, 나일 상업은행은 다음을 포함한 여러 지역에 지점을 두고 있다.
1. 본점 - 주바
2. 말라칼 지점 - 말라칼
3. 렌크 지점 - 렌크
4. 룸베크 지점 - 룸베크[7]
5. 토리트 지점 - 토리트
6. 아웨일 지점 - 아웨일
7. 벤티우 지점 - 벤티우[8]

## 같이 보기
- 남수단의 은행 목록
- 남수단 은행
- 남수단의 경제